# Tréville
Tréville település Franciaországban, Aude megyében. Lakosainak száma 109 fő (2022. január 1.). Tréville Issel, Peyrens, La Pomarède és Puginier községekkel határos.

## Népesség
A település népessége az elmúlt években az alábbi módon változott:
| Lakosok száma | 76   | 80   | 91   | 112  | 102  | 100  | 104  | 106  | 106  | 109  |
|               | 1968 | 1982 | 1990 | 2006 | 2013 | 2015 | 2017 | 2019 | 2020 | 2022 |